# Harashta Haifa Zahra
Harashta Haifa Zahra (Reggenza di Garut, 5 settembre 2003) è una modella indonesiana vincitrice del concorso Miss Supranational 2024.
Dopo essere stata incoronata Puteri Indonesia 2024, è la prima indonesiana a vincere il titolo di Miss Supranational.

## Biografia
Harashta Haifa Zahra è nata il 5 settembre 2003 a Reggenza di Garut, Giava Occidentale ed è cresciuta a Bandung, Giava Occidentale, Indonesia. Suo padre, Ginanjar, è un imprenditore di Bandung, e sua madre, Yeni Yuliani, è di Peundeuy, Reggenza di Garut.
Nel 2017, Zahra ha iniziato a frequentare la scuola superiore SMA Negeri 2 Bandung, diplomandosi nel 2020. Nel 2024, sta conseguendo la laurea triennale in Ingegneria (ST) studiando ingegneria ambientale presso il National Institute of Technology di Bandung (ITENAS).

## Concorso di bellezza

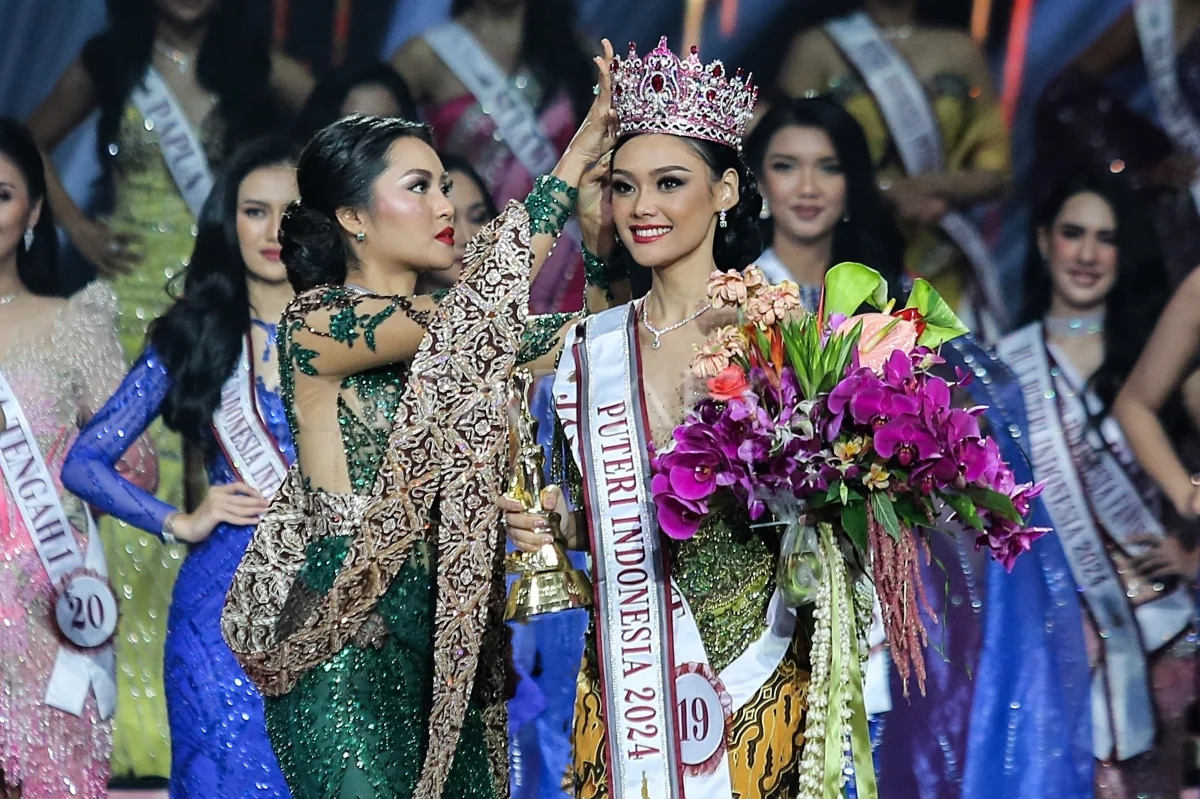
Zahra (a destra) incoronata Puteri Indonesia 2024 da Farhana Nariswari di West Java (a sinistra)

### Puteri Indonesia 2024
L'8 marzo 2024, in concomitanza con la Giornata internazionale della donna, Zahra ha vinto il concorso nazionale Puteri Indonesia 2024 presso la Sala Plenaria del Centro Congressi di Giacarta nel Giacarta Centrale, rappresentando la sua provincia, Giava Occidentale.
Nel round finale, il presidente del comitato consultivo dello Yayasan Puteri Indonesia, Putri Kuswisnu Wardani, ha chiesto a Zahra quale fosse il ruolo delle donne nell'accelerare lo sviluppo del Paese. Ha risposto che "Il ruolo delle donne nell'accelerare lo sviluppo nazionale è certamente molto importante e richiede la collaborazione tra donne e uomini".
Zahra è stata incoronata dal suo predecessore, Puteri Indonesia 2023 Farhana Nariswari di Giava occidentale. Zahra è diventata la seconda rappresentante sundanese a vincere questo titolo, segnando anche la prima volta che la stessa provincia ha vinto per due anni consecutivi nella storia di Puteri Indonesia.

### Miss Supranational 2024
Come vincitrice di Puteri Indonesia 2024, Zahra ha rappresentato l'Indonesia a Miss Supranational 2024 il 6 luglio 2024 a Nowy Sacz, Piccola Polonia, Polonia. Zahra è stata incoronata vincitrice alla fine dell'evento, diventando la prima donna indonesiana e la sesta asiatica a vincere questo titolo dopo Anntonia Porsild della Thailandia nell'undicesima edizione.

## Advocacy e piattaforme
Zahra è un'attivista, sostenitrice e ambientalista. Ha avviato una campagna chiamata Madre della Natura, focalizzata sul problema della perdita e dello spreco di cibo nella sua città natale. Zahra è anche ambasciatrice indonesiana di Scholars of Sustenance (SOS), un'organizzazione senza scopo di lucro per il recupero alimentare con sede in Thailandia. L'obiettivo era quello di cambiare la mentalità delle persone sullo spreco alimentare per contribuire a ridurre l'impatto del cambiamento climatico e della sicurezza alimentare.

## Riferimenti
1. 1 2 3  (ID) Harashta Haifa Zahra dari Jabar Sabet Gelar Puteri Indonesia 2024, su CNN Indonesia, 9 marzo 2024. URL consultato il 1º luglio 2025.
2. 1 2  (ID) PROFIL Puteri Indonesia 2024 Harashta Haifa Zahra Mojang Asal Kota Bandung, su Berita Inspiratif. URL consultato l'11 marzo 2024.
3. 1 2  (ID) Tiara Nanda Maharani, Bikin Kagum! Ini Profil Harashta Haifa Zahra, Pemenang Puteri Indonesia 2024 yang Masih Berstatus Mahasiswa, su Zona Banten. URL consultato l'11 marzo 2024.
4. 1 2  (ID) Mahasiswa Teknik Lingkungan Menjadi Puteri Indonesia 2024, su Kemahasiswaan ITENAS, 9 marzo 2024. URL consultato il 1º luglio 2025.
5. 1 2  (ID) Harashta Haifa Zahra Berhasil Sabet Gelar Puteri Indonesia 2024, Siapa Sosoknya?, su Kumparan. URL consultato il 9 marzo 2024.
6. 1 2  (ID) Dini Mutiah, Wakil Jawa Barat Harashta Haifa Zahra Jadi Puteri Indonesia 2024, Kalahkan DI Yogyakarta di Babak 2 Besar, su Liputan6, 9 marzo 2024. URL consultato il 1º luglio 2025.
7. 1 2  (ID) Putri Hanifa, Harashta Haifa terpilih sebagai Puteri Indonesia 2024, su Antara, 9 marzo 2024. URL consultato il 1º luglio 2025.
8. ↑  (ID) Pendaftaran Puteri Indonesia 2024 Dibuka, Yuk Intip Persyaratannya, su NTB SATU, 30 agosto 2023. URL consultato il 1º luglio 2025.
9. ↑  (ID) Asnida Riani, Pemilihan Puteri Indonesia 2024 Siap Terselenggara, Para Pemenang Bakal Wakili Indonesia di 3 Kontes Kecantikan Internasional, su Liputan6, 16 gennaio 2024. URL consultato il 1º luglio 2025.
10. ↑  (ID) Dini Mutiah, Profil Puteri Indonesia 2024 Harashta Haifa Zahra, Mahasiswi Teknik Lingkungan yang Giat Advokasi soal Sampah, su Liputan6, 9 marzo 2024. URL consultato il 1º luglio 2025.
11. 1 2  (ID) Izi Mizi, Wakil Jawa Barat Juara Puteri Indonesia 2024, Back to Back!, su IDN Times, 8 marzo 2024. URL consultato il 1º luglio 2025.
12. 1 2  (ID) Sri Juliati, Harashta Haifa Zahra, Wakil dari Jawa Barat Raih Gelar Puteri Indonesia 2024, Ini Sosoknya, su Tribunnews, 9 marzo 2024. URL consultato il 1º luglio 2025.
13. 1 2  (ID) Daftar Lengkap Pemenang Puteri Indonesia 2024, su CNN Indonesia, 9 marzo 2024. URL consultato il 1º luglio 2025.
14. ↑  (EN) Harashta Haifa Zahra crowned Miss Supranational 2024, su ANTARA, 8 marzo 2024. URL consultato il 1º luglio 2025.
15. ↑  (EN) Indonesia’s Harashta Haifa Zahra is Miss Supranational 2024, su Rappler, 7 luglio 2024. URL consultato il 1º luglio 2025.
16. ↑  (EN) Harashta Haifa Zahra of Indonesia crowned Miss Supranational 2024, su Femina, 7 luglio 2024. URL consultato il 1º luglio 2025.
17. ↑  (EN) Indonesia wins Miss Supranational 2024; PH in Top 12, su ABS-CBN News, 7 luglio 2024. URL consultato il 7 luglio 2024.
18. ↑  (ID) Cetak Sejarah, Puteri Indonesia Harashta Juara Miss Supranational, in CNN Indonesia, 7 luglio 2024.
19. ↑  (ID) Prawira Aditya Eka, Profil Harashta Haifa Zahra, Puteri Indonesia 2024 Sang Pahlawan Sampah dari Tanah Pasundan, in Liputan6, 8 marzo 2024.
20. ↑  (ID) Ruswannur Wandi e Mustopa, Harashta Haifa Zahra, Puteri Indonesia Jabar 2024 Gaungkan Advokasi 'Food Waste', in Ketik.com, 21 gennaio 2024.
21. ↑  (ID) Doni Mooslem, Pesona Harashta Haifa Zahra, Gadis Peduli Lingkungan Juara Puteri Indonesia 2024, in Inibalikpapan, 9 marzo 2025.
22. ↑  (ID) Wandi Ruswannur, Perjuangan Harashta Haifa Zahra, Puteri Indonesia 2024 Mengejar Cita-Cita, in Journal Nusantara, 6 maggio 2024.
23. ↑  (ID) Dinny Mutiah, Profil Puteri Indonesia 2024 Harashta Haifa Zahra, Mahasiswi Teknik Lingkungan yang Giat Advokasi soal Sampah, in Liputan6, 9 maggio 2025.